# Tratatul de la Făgăraș

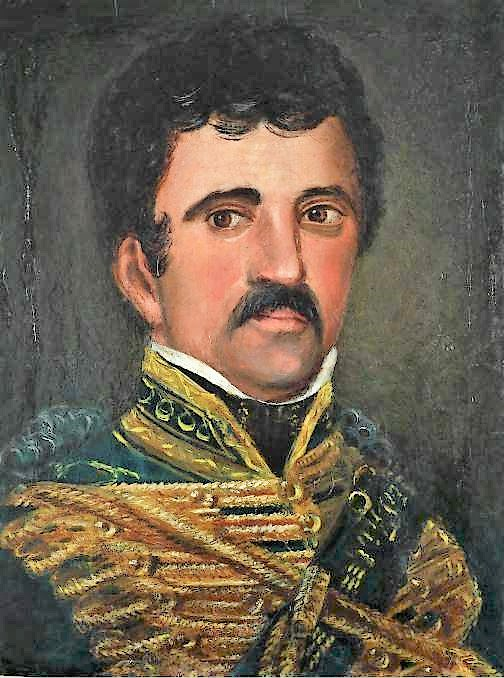
Miklós Bethlen

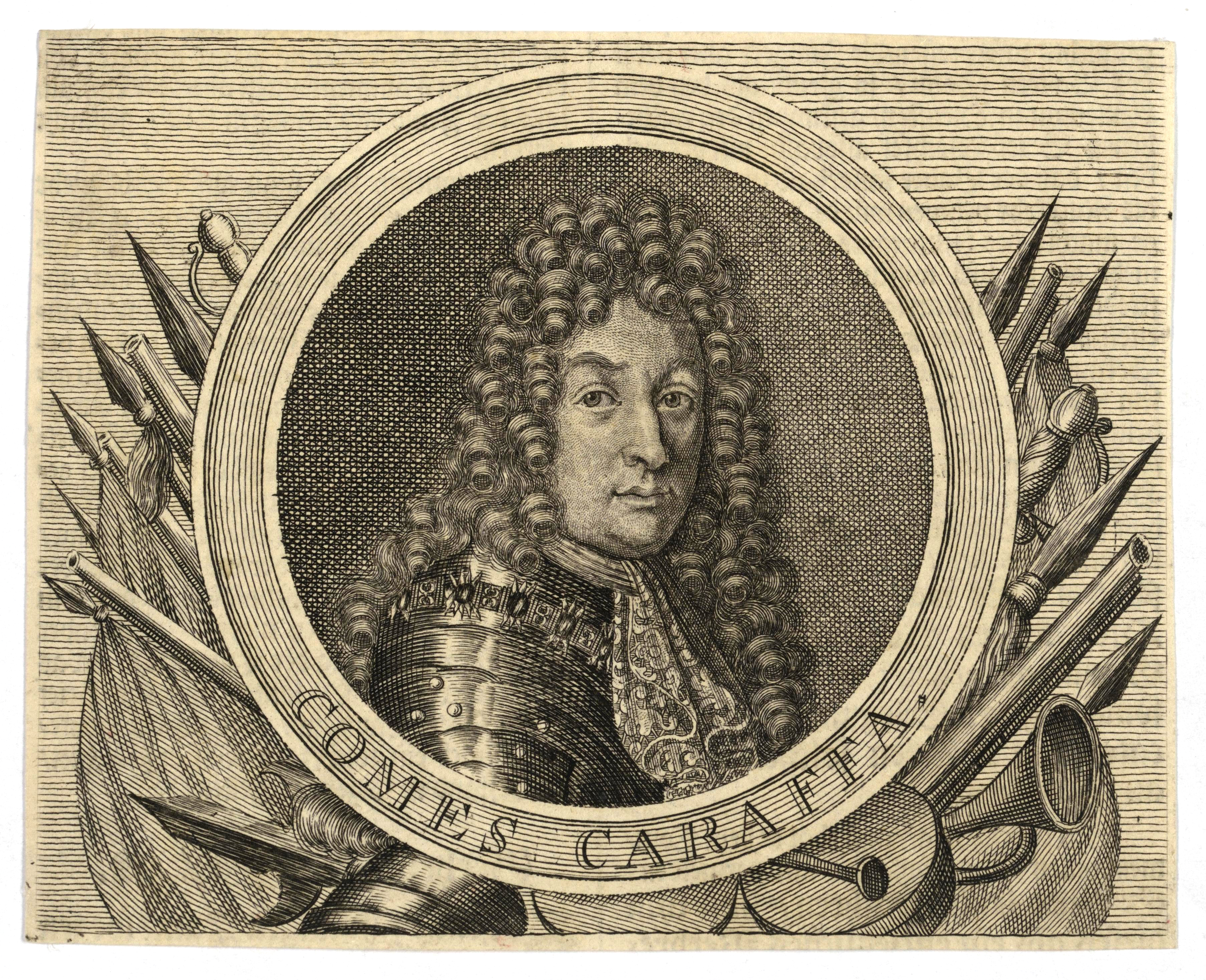
Antonio Caraffa

Tratatul de la Făgăraș, cunoscut și sub numele de Declaratio in Protectionem Cesareo-Regiam, este un document adoptat la data de 9 mai 1688. În acest document, Mihai Apafi I, Consiliul Domnesc și Dieta Transilvaniei declarau că Transilvania se va pune sub protecția lui Leopold I, renunțând astfel la suzeranitatea otomană. Datorită rolului important pe care l-a jucat Mihai Teleki în pregătirea acestui document, este cunoscut și sub numele de „Declarația de Omagiu a lui Teleki”.
Documentul a fost datat la Sibiu, unde a fost semnat de reprezentanții principelui, deși atât el, cât și Dieta Transilvaniei se aflau, de fapt, la Făgăraș.

## Istorie
În anul 1687, după victoriile obținute în lupta cu otomanii, trupele conduse de Carol de Lorena au dorit să ierneze în Transilvania, invocând diploma lui Haller din 1686. Cu toate acestea, deoarece prezența acestora ar fi reprezentat o povară economică semnificativă pentru țară, Mihai I Apafi a încercat să o evite. Astfel, s-a ajuns la semnarea Pactului de la Blaj, prin care principele recunoștea suzeranitatea Coroanei asupra Transilvaniei, în timp ce Carol de Lorena garanta că împăratul va recunoaște independența principatului. Curtea Imperială de la Viena a respins termenii Pactului de la Blaj și l-a trimis pe generalul Antonio Caraffa⁠(d) în Transilvania ca înalt comisar militar, cu mandatul de a lua măsurile „pe care le consideră bune și fezabile în interesul slujirii împăratului.” Deși Miklós Bethlen considera benefică alianța cu Habsburgii, el a protestat împotriva instaurării regimului militar în declarația sa intitulată „Moribunda Transilvania”.

## Origine
Caraffa a ajuns la Sibiu în februarie 1688 și de acolo i-a trimis o scrisoare lui Mihai I Apafi, solicitându-i să trimită reprezentanții săi pentru a discuta aspecte controversate legate de aprovizionarea armatei. După finalizarea cu succes a acestei misiuni, Caraffa i-a trimis din nou o scrisoare lui Apafi, cerându-i să numească ca mandatari pe următorii domni și funcționari: Mihai Teleki, Elek Bethlen, Gergely Bethlen, László Székely din Borosjeno, Valentin Frank, judecătorul regal al Sibiului, Szabó Keresztély, primarul Sibiului, Miklós Bethlen, István Apor, Péter Alvinczi, János Sárosi din Kissáros și Michael Filstich⁠(d), judecătorul Brașovului. În ședința Dietei Transilvaniei de la Făgăraș din 3 mai, acestora le-a fost acordată autorizația de a negocia cu Caraffa, specificându-se că „orice acțiune vor întreprinde va fi considerată și acceptată ca fiind valabilă de către Dieta care le-a acordat autorizația.”
Caraffa a inițiat negocierile mai întâi cu Mihai Teleki, urmate de discuții separate cu restul membrilor delegației. Împreună cu secretarul său, Dániel Absolon, a redactat declarația, la pregătirea căreia se pare că a contribuit și Mihai Teleki. Teleki, Sárosi și Alvinczi au avut ocazia să citească declarația înaintea celorlalți. Când delegația a luat la cunoștință conținutul declarației, a cerut timp pentru a o discuta, însă Teleki a insistat pentru semnarea imediată a acesteia. În timpul deliberărilor, Miklós Bethlen și István Apor s-au opus semnării declarației. Din cauza întârzierii, Caraffa a amenințat că va mărșălui spre Făgăraș cu tunurile. Pe 9 mai, delegația a semnat în cele din urmă declarația și a trimis-o prin intermediul unui mesager principelui din Făgăraș, pe care Caraffa l-a amenințat că îl va duce la Viena împreună cu familia în caz de rezistență.

## Cuprins
Declarația prevede că Transilvania se va reîntoarce sub coroana Ungariei, renunțând la suzeranitatea otomană, “de care a fost despărțită de o soartă vitregă și de ambițiile criminale ale unora.” Se plasează sub protecția împăratului Leopold și a succesorilor săi, întrerupe orice contact cu otomanii și este chiar pregătită să ia armele împotriva lor la ordinul împăratului. Trupele imperiale staționate în cetățile și orașele țării vor rămâne și vor fi dislocate și în cetățile Chioarului, Hust, Gurghiu și Brașov. Principatul se angajează să plătească anual împăratului un tribut de șapte sute de mii de florini în numerar. Conform Pactului de la Blaj, independența principatului este garantată până când „împăratul va emite o scrisoare de grație care va confirma drepturile țării”.

## Consecințe
Prințesa Anna Bornemisza a fost atât de afectată de declarație, încât a ajuns să-și piardă mințile, iar moartea sa, survenită la câteva luni mai târziu, poate fi atribuită și acestui eveniment. Caraffa a intrat în posesia castelelor menționate în declarație, dar Brașovul a rezistat, astfel că a fost asediat de trupele lui Friedrich von Veterani. Recompensa primită de Mihai Teleki a fost de 12.000 de florini în argint.
Pe 1 iunie, stările transilvănene au elaborat o propunere compusă din 13 puncte, referitoare la drepturile rezervate în Declarația de la Făgăraș. În primele două puncte ale acesteia, solicitau păstrarea sistemului celor patru religii recunoscute, menținerea în funcție a principilor Apafi, atât cel mai în vârstă cât și cel mai tânăr, precum și libertatea de a alege un nou principe după moartea acestora. Pe 17 iunie, au primit un răspuns de la domnitor la propunere, în care acesta promitea libertate religioasă neîngrădită, dar a dorit să ia măsuri cu privire la viitorul țării doar după încheierea campaniei militare.